# Eulimnogammarus rachmanowi
Eulimnogammarus rachmanowi is een vlokreeftensoort uit de familie van de Eulimnogammaridae. De wetenschappelijke naam van de soort is voor het eerst geldig gepubliceerd in 1915 door Sowinsky.